# Wojciech Gagatek
Wojciech Remigiusz Gagatek – polski politolog i prawnik, doktor habilitowany nauk społecznych, adiunkt na Wydziale Nauk Politycznych i Studiów Międzynarodowych Uniwersytetu Warszawskiego (WNPiSM UW). Specjalista w zakresie europeistyki. 

## Kariera naukowa
Ukończył studia magisterskie na kierunku nauki polityczne w Instytucie Nauk Politycznych UW (2004) oraz na kierunku prawo na Wydziale Prawa i Administracji UW. W 2008 obronił doktorat w dziedzinie nauk politycznych i społecznych w Europejskim Instytucie Uniwersyteckim we Florencji. W dniu 29 kwietnia 2015 r. uzyskał na ówczesnym Wydziale Dziennikarstwa i Nauk Politycznych UW stopień doktora habilitowanego nauk społecznych w dyscyplinie nauk o polityce na podstawie dorobku naukowego i pracy Partie polityczne na poziomie europejskim - w kierunku polityzacji Unii Europejskiej. 
Pracował w Centrum Europejskim UW oraz w Instytucie Nauk Politycznych w Zurychu. Należy do zespołu Katedry Metodologii Badań nad Polityką WNPiSM UW. 
Jest członkiem Rady Szkoły Doktorskiej Nauk Społecznych UW oraz Rady Naukowej Dyscyplin Nauki o Polityce i Administracji oraz Nauki o Bezpieczeństwie na UW. Koordynuje polską część międzynarodowego projektu bazy danych o partiach politycznych Political Parties Database. 